# 신라섬유
신라섬유 주식회사는 신라홀딩스 계열의 직물 제조 기업이다.

## 역사
창업주 고(故) 박성형 회장이 1953년 명화직물 설립을 시작으로 신라섬유를 1976년에 대구에 설립하였다.
2015년 주가가 1년간 1천 200% 넘는 폭등세를 보인 적이 있다.
2022년 한국판 뉴딜관련 정책주로 언급되며 이재명 관련주로 분류된 적이 있다.